# ميلان دوريتش
ميلان دوريتش (بالصربية: Милан Ђурић)‏ مواليد 22 مايو 1990 في توزلا، جمهورية يوغوسلافيا الاشتراكية الاتحادية، هو لاعب كرة قدم بوسني يلعب مع نادي ساليرنيتانا كمهاجم. مثّل منتخب البوسنة والهرسك لكرة القدم.

## المسيرة الاحترافية

### أندية لعب لها
- نادي تشيزينا
- نادي بارما
- نادي أسكولي
- نادي كروتوني
- نادي كريمونيسي
- نادي سيتاديلا
- نادي بريستول سيتي
- نادي ساليرنيتانا

## روابط خارجية
- ميلان دوريتش على موقع الاتحاد الأوربي (الإنجليزية)
- ميلان دوريتش على موقع قاعدة بيانات كرة القدم.إي يو (الإنجليزية)
- ميلان دوريتش على موقع ناشيونال فوتبول تيمز (الإنجليزية)
- ميلان دوريتش على موقع Soccerway.com (الإنجليزية)
- ميلان دوريتش على موقع عالم كرة القدم.نت (الإنجليزية)
- ميلان دوريتش على موقع AS.com (الإسبانية)